# Trnjanska Savica
Trnjanska Savica ist eine städtische Siedlung in der kroatischen Hauptstadt Zagreb.
Die Siedlung grenzt an Staro Trnje im Westen, Zapruđe im Süden, Folnegovićevo naselje und Borovje im Osten und Marin Držić im Norden.
Die Siedlung ist durch die Straßenbahnlinien 6, 7 und 8 sowie die Nachtlinie 31 und die Buslinie 218 an das öffentliche Verkehrsnetz angebunden.

## Galerie

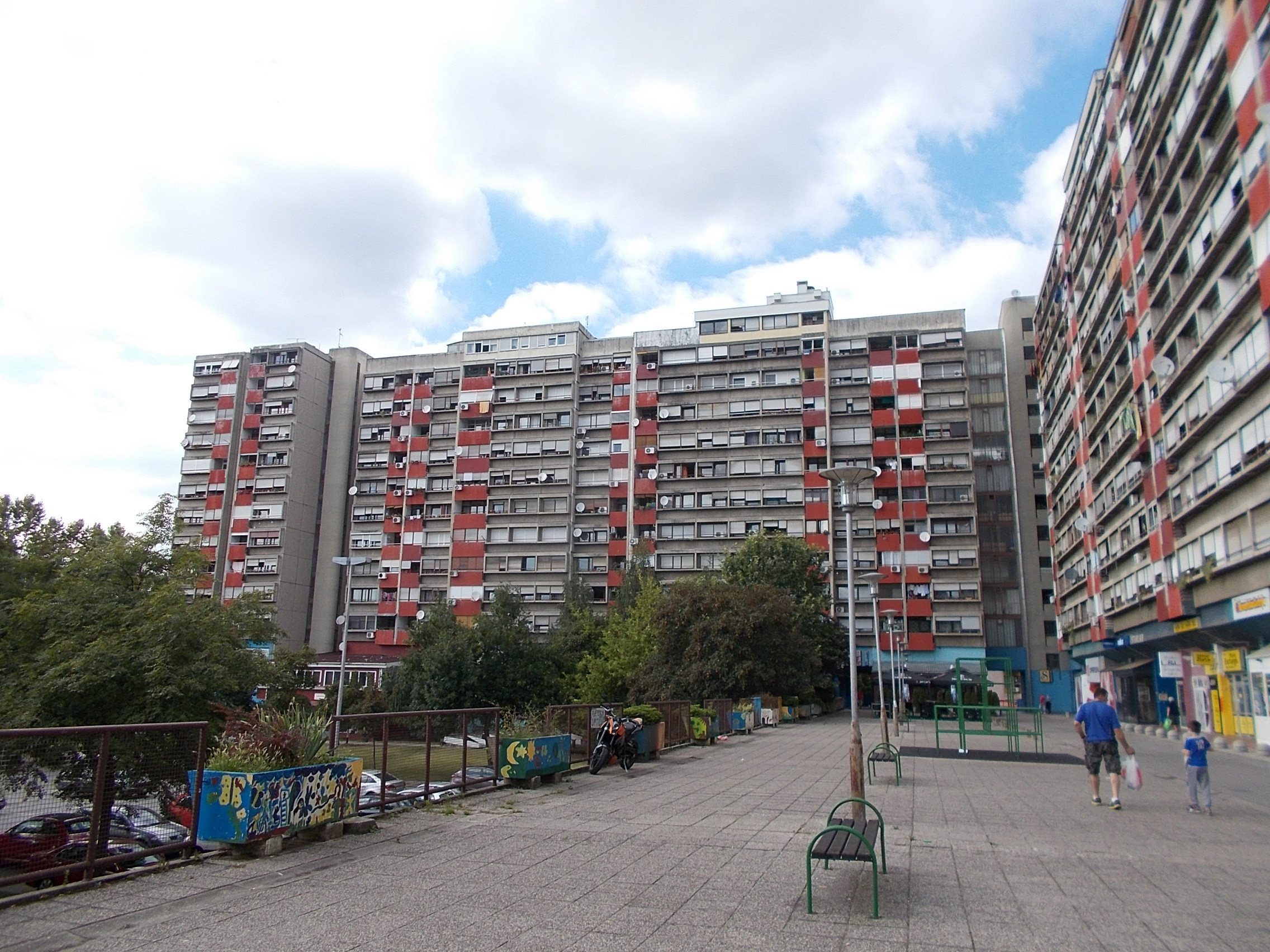
Das größte Wohngebäude von Trnjanska Savica, genannt „Offiziers-Wolkenkratzer“
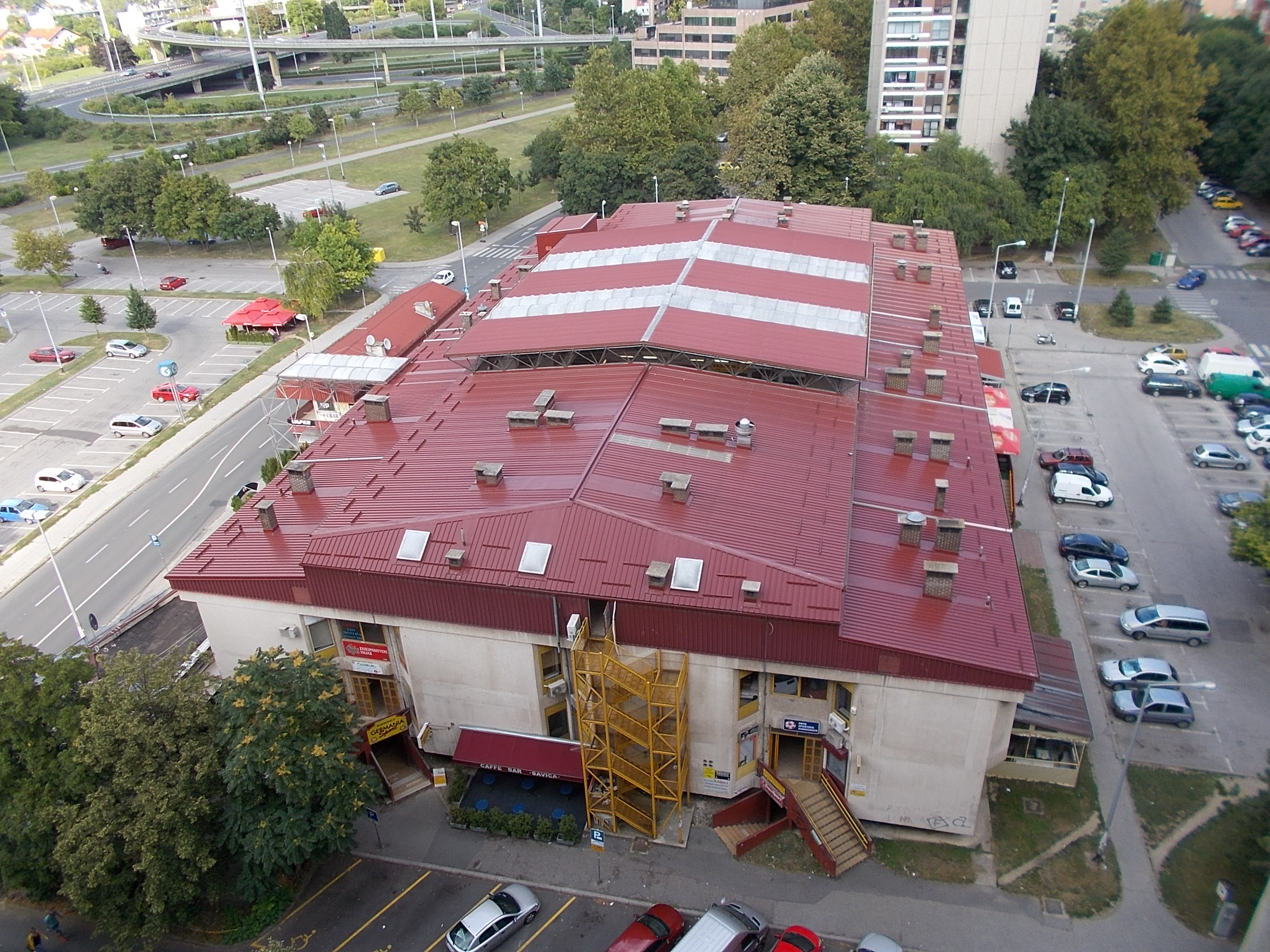
Markt von Trnjanska Savica
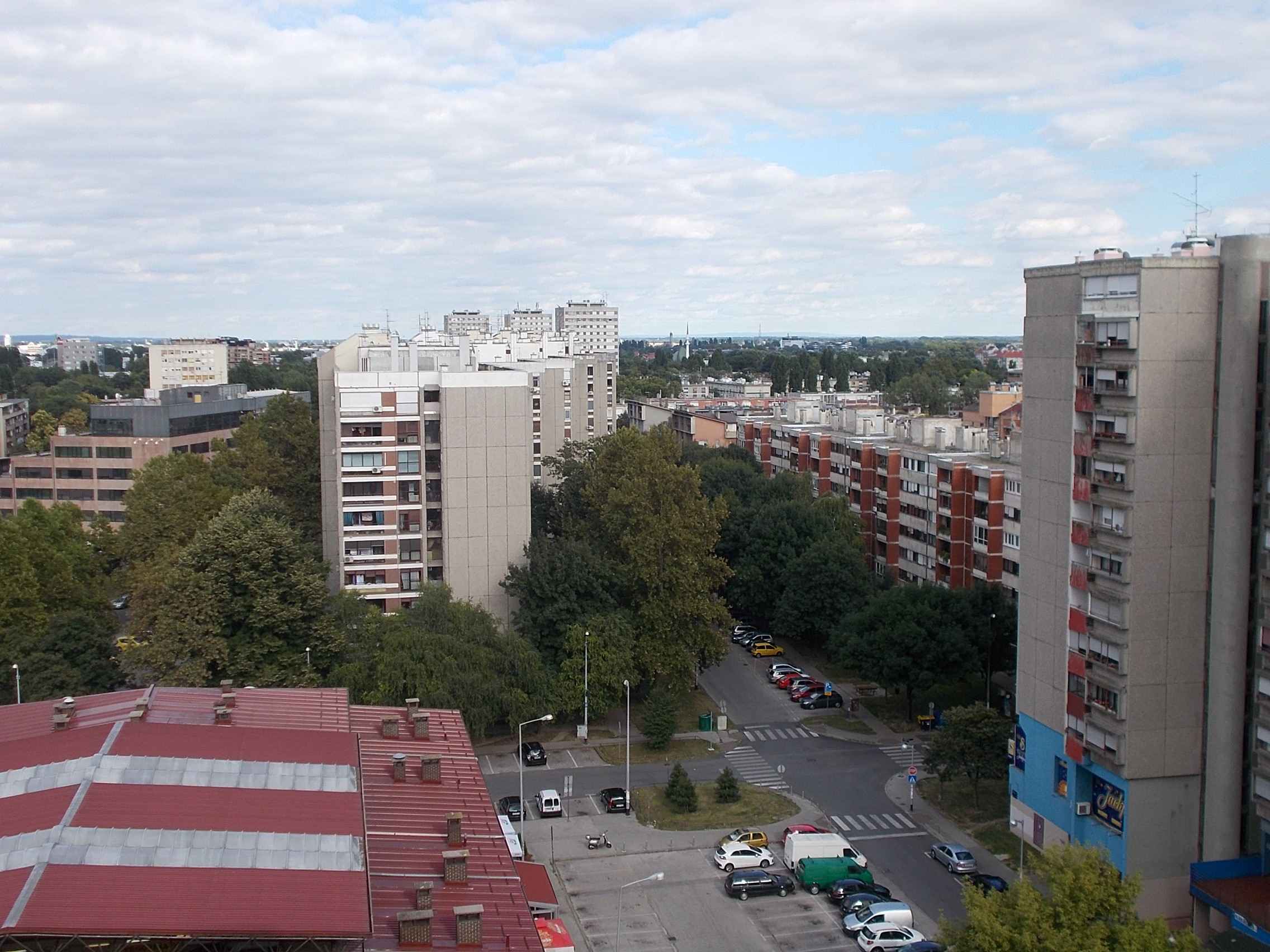
Typische Architektur von Trnjanska Savica